# Chromeurytoma iucunda
Chromeurytoma iucunda is een vliesvleugelig insect uit de familie Pteromalidae. De wetenschappelijke naam is voor het eerst geldig gepubliceerd in 1921 door Girault.